# Dichotomie

Příklad dichotomie – každý z kruhů sestává z dichotomie písmene a jeho pozadí

Dichotomie (z řeckého dicha = na dvakrát a tome = řez) je obecně jakékoli rozdělení celku do dvou vzájemně se nepřekrývajících částí. Jiná definice: rozlišení dvou kvalitativně odlišných stavů jevu nebo vlastnosti.

## Dichotomie ve společenských vědách
V sociologickém výzkumu se hovoří o dichotomním znaku, tj. znaku, který nabývá právě dvou hodnot. Často se jedná o odpověď na otázku zjišťovací (ano/ne), není to však podmínkou (dichotomický bývá např. znak pohlaví s hodnotami žena/muž).
Dichotomie může být konstruktem užívaným při tvorbě typologií; póly dichotomie bývají ideálními typy jevu. Příkladem takových dichotomií je rozlišení tradičního a moderního, koncept Gemeinschaft a Gesellschaft Ferdinanda Tönniese či rozlišení mechanické a organické solidarity Émila Durkheima.

## Nesprávné užití
Dichotomie bývá často nesprávně užívána v reálných situacích, které jí neodpovídají ani přibližně. Zatímco pohlaví je zpravidla jednoznačné (tj. jsou dvě možnosti), jen v malém podílu je sporné, např. když se fyzické a psychické pohlaví liší.
V jiných případech se ale dichotomie opírá o nejednoznačné dělení, např. zdravý – nemocný (nezdravý), velký – malý (nevelký), dobrý – zlý, které se jednak velmi liší ve vědomí různých lidí, ale především je hraniční oblast velmi hustá, tj. dělicí hodnota s jejím okolím je nejčastější. Pak nelze dichotomii objektivizovat a spolehlivě hodnotit. To pak může být zneužíváno k pseudoobjektivním zjištěním podle záměru autora.